# Episodi di Un milione di piccole cose (terza stagione)
La terza stagione della serie televisiva A Million Little Things, composta da 18 episodi, è stata trasmessa negli Stati Uniti sul network ABC dal 19 novembre 2020 al 9 giugno 2021.
In Italia, la stagione è stata trasmessa in prima visione assoluta su Rai Premium dal 4 al 16 novembre 2021, alle ore 16:05.
| n° | Titolo originale       | Titolo italiano                | Prima TV USA     | Prima TV Italia  |
| -- | ---------------------- | ------------------------------ | ---------------- | ---------------- |
| 1  | Hit & Run              | Un milione di piccoli passi    | 19 novembre 2020 | 4 novembre 2021  |
| 2  | Writings on the Wall   | Tenere la mente dov'è il corpo | 3 dicembre 2020  | 4 novembre 2021  |
| 3  | Letting Go             | Un'inutile colpa               | 10 dicembre 2020 | 5 novembre 2021  |
| 4  | The Talk               | Cogliere la seconda occasione  | 17 dicembre 2020 | 5 novembre 2021  |
| 5  | Non-essential          | Ricadute                       | 11 marzo 2021    | 8 novembre 2021  |
| 6  | Miles Apart            | Distanze                       | 18 marzo 2021    | 8 novembre 2021  |
| 7  | Timing                 | Tempismo                       | 25 marzo 2021    | 9 novembre 2021  |
| 8  | The Price of Admission | Il costo della verità          | 1º aprile 2021   | 9 novembre 2021  |
| 9  | The Lost Sheep         | La pecorella smarrita          | 7 aprile 2021    | 10 novembre 2021 |
| 10 | Trust Me               | Fidati di me                   | 14 aprile 2021   | 10 novembre 2021 |
| 11 | Redefine               | Cambiare prospettiva           | 21 aprile 2021   | 11 novembre 2021 |
| 12 | Junior                 | Junior                         | 5 maggio 2021    | 11 novembre 2021 |
| 13 | Listen                 | Ascolta                        | 12 maggio 2021   | 12 novembre 2021 |
| 14 | United Front           | Un'altra vittima               | 19 maggio 2021   | 12 novembre 2021 |
| 15 | Not Alone              | Non sei solo                   | 26 maggio 2021   | 15 novembre 2021 |
| 16 | No One Is to Blame     | Nessuno ha colpa               | 2 giugno 2021    | 15 novembre 2021 |
| 17 | Justice Part 1         | Giustizia (prima parte)        | 9 giugno 2021    | 16 novembre 2021 |
| 18 | Justice Part 2         | Giustizia (seconda parte)      | 9 giugno 2021    | 16 novembre 2021 |